# La novia del desierto
La novia del desierto es una película dramática argentina-chilena de 2017 escrita y dirigida por Cecilia Atán y Valeria Pivato, siendo la ópera prima de ambas directoras. Está protagonizada por la actriz chilena Paulina García (Gloria) y el actor argentino Claudio Rissi (Nueve reinas).
La película participa en el Festival de Cannes 2017 en la sección oficial Un Certain Regard y además compite por la Cámara de Oro a la mejor ópera prima del festival.

## Producción
El proyecto ganó varios premios de ayuda económica. Por parte de entidades gubernamentales de apoyo al cine, la cinta de Atán y Pivato ganó el premio Ópera Prima del INCAA de Argentina y el Fondo de Fomento Audiovisual CNCA de Chile.
Además la cinta  se embarcó en una gira por distintos festivales para participar en concursos de fomento. Tal es el caso de la Berlinale Co-Production Market en el marco del 66.º Festival Internacional de Cine de Berlín donde logró quedar seleccionado entre 20 proyectos. 
Además también participó en el programa Cine en Construcción de Toulouse donde ganó el premio más importante. El mismo consiste en servicios de postproducción por parte de las empresas colaboradoras y una beca del CNC para trabajos de postproducción a realizar en Francia para la película premiada. Gracias a que también ganó el Premio Especial Cine + en Construcción, el canal CINE+ garantiza a la película ganadora su compra  por un valor de 15.000 euros y su difusión televisiva.

### Compañías productoras
La película está producida por las argentinas El Perro en la Luna y Haddock Films junto a Ceibita Films, una empresa guatemalteca-chilena que participa en calidad de coproductora. Además participan como productoras asociadas Zona Audiovisual, Flora Films y AH Cine con el apoyo del INCAA.

### Rodaje
En cuanto al proceso de filmación, las locaciones incluyeron a la Provincia de Buenos Aires y mayormente a la Provincia de San Juan. El rodaje se llevó a cabo en estas provincias desde el 20 de noviembre hasta el 16 de diciembre de 2016 con un proceso de posproducción de 3 meses. 
Con el apoyo provincial y la asociación con Flora Films de Florencia Poblete, productora de San Juan, y la participación de actores y extras sanjuaninos se lleva a cabo la filmación de esta película inspirada en la mística del Santuario La Difunta Correa, ubicado en Vallecito.

## Reparto
- Paulina García como Teresa Godoy.
- Claudio Rissi como El Gringo.

## Sinopsis
La trama de la historia gira en torno a Teresa, una mujer de 54 años que trabaja como empleada doméstica en una casa de familia en Buenos Aires. Durante décadas se ha refugiado en la rutina de sus tareas.  Pero tras la decisión familiar de vender la casa y luego de años de servicio, Teresa queda a la deriva. Sin alternativas, acepta un nuevo empleo en la provincia de San Juan. Poco amiga de los viajes, se embarca en una aventura a través del desierto. En su primera parada pierde su bolso con todas sus pertenencias. Este incidente la llevará a viajar en compañía de un vendedor ambulante, el único capaz de ayudarla. Lo que parecía ser el final de su camino terminará siendo su salvación.

## Premios y nominaciones

### Participación en festivales de cine
| Festival             | Fecha de evento             | Categoría         | Premio   |        |
| -------------------- | --------------------------- | ----------------- | -------- | ------ |
| Festival de Cannes   | 17 al 28 de mayo de 2017    | Un Certain Regard | Nominado | [ 2 ]  |
| Festival de Cannes   | 17 al 28 de mayo de 2017    | Caméra d'or       | Nominado | [ 2 ]  |
| Festival de Lima     | 4 al 12 de agosto de 2017   | Mejor ópera prima | Ganador  | [ 9 ]  |
| Festival de Santiago | 20 al 27 de agosto de 2017  | Sección oficial   | Nominado | [ 10 ] |
| Festival de Busan    | 12 al 21 de octubre de 2017 | Flash forward     | Nominado | [ 11 ] |

### Premios Sur
Dichos premios serán entregados por la Academia de las Artes y Ciencias Cinematográficas de la Argentina en marzo de 2018.
| Año  | Categoría            | Candidato                   | Resultado |
| ---- | -------------------- | --------------------------- | --------- |
| 2017 | Mejor ópera prima    | La novia del desierto       | Nominada  |
| 2017 | Mejor guion original | Cecilia Atán Valeria Pivato | Nominadas |
| 2017 | Mejor música         | Leo Sujatovich              | Ganador   |

### Premios Fénix
| Año  | Categoría    | Candidato      | Resultado | Ref.   |
| ---- | ------------ | -------------- | --------- | ------ |
| 2017 | Mejor actriz | Paulina García | Nominada  | [ 13 ] |

### Premios Cóndor de Plata
Dichos premios serán entregados por la Asociación de Cronistas Cinematográficos de la Argentina en  2018.
| Año  | Categoría              | Candidato                   | Resultado |
| ---- | ---------------------- | --------------------------- | --------- |
| 2018 | Mejor Ópera Prima      | La novia del desierto       | Ganadora  |
| 2018 | Mejor Actriz           | Paulina García              | Nominada  |
| 2018 | Mejor Actor de Reparto | Claudio Rissi               | Ganador   |
| 2018 | Mejor Guion Original   | Cecilia Atán Valeria Pivato | Nominadas |
| 2018 | Mejor Fotografía       | Sergio Armstrong            | Nominado  |
| 2018 | Mejor banda de sonido  | Leo Sujatovich              | Nominado  |